# Psychotria costatovenosa
Psychotria costatovenosa là một loài thực vật có hoa trong họ Thiến thảo. Loài này được Schltdl. miêu tả khoa học đầu tiên năm 1857.